# 황금시대

황금시대, 피에트로 다 코르토나

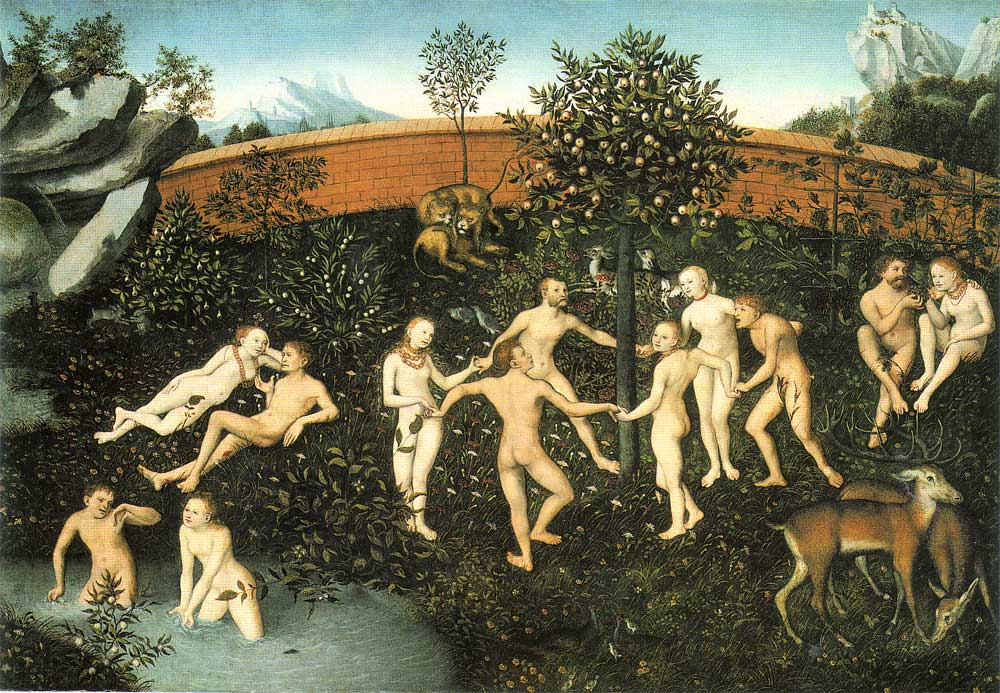
황금시대, 루카스 크라나흐

황금시대(黃金時代, Golden Age)는 문명의 진보가 절정에 이르러 사람들이 행복하다고 여기는 시대이다. 고대 그리스 사람이 인류의 역사를 금, 은, 청동, 영웅, 철의 다섯 시대로 나눈 가운데서 첫째의 시대를 이르는 말이며, 일종의 이상향이다. 황금시대의 영단어 골든에이지(Golden Age)는 그리스 신화, 특히 헤시오도스의 작품과 나날들에서 유래되었으며, 다섯 시대에 걸쳐 사람들의 상태가 일시적으로 쇠퇴하는 것을 묘사하는 부분이다. 첫 번째 시대가 끝나면 은시대, 그 다음에는 청동시대, 그 다음은 영웅시대, 다섯 번째 시대이자 현재 시대는 철시대이다.
더 나아가 "황금시대"는 원시적인 평화, 조화, 안정, 번영의 시기를 의미한다. 이 시대에는 사람들이 땅에서 풍족하게 공급되는 식량을 얻기 위해 스스로 자급자족할 필요가 없다는 점에서 평화와 조화가 만연했다. 그들은 젊은 외모로 아주 노년까지 살았고, 결국 평화롭게 죽어갔고, 영혼들은 '수호자'로 살아가고 있었다. 크라틸루스(Cratylus, 397e)에서 플라톤은 먼저 온 인간의 황금 종족에 대해 설명한다. 그는 헤시오도스가 문자 그대로 금으로 만들어진 것이 아니라 선하고 고귀한 것을 의미한다고 분명히 밝혔다.
고전 그리스 신화에서 황금시대는 티탄족의 선두주자인 크로노스가 주관했다. 신화의 일부 버전에서는 아스트라이아도 통치했다. 그녀는 은시대가 끝날 때까지 남자들과 함께 살았다. 그러나 청동시대에 인간이 폭력적이고 탐욕스러워지자 그녀는 별들로 도망쳤고, 그곳에서 그녀는 정의의 저울, 즉 천칭자리를 들고 있는 처녀자리 별자리로 나타났다.
유럽의 목가적인 문학 전통은 종종 님프와 목자들이 그들의 수호신인 염소 발의 판(Pan)이 거주하고 숭배하는 중심지였던 그리스 지역인 아르카디아(Arcadia)를 배경으로 소박한 순수함과 평화의 삶을 사는 것으로 묘사했다.

## 내용
태초에 올림푸스 불멸의 신들은 유한한 생명을 가진 황금의 종족을 만들어냈다. 이들은 아무 걱정도 없이 노동도 하지 않고 슬픔도 겪지 않으면서 신처럼 살았다. 비참한 노년도 없었고, 살아 있는 동안 튼튼한 손발을 지녔으며, 축제의 즐거움을 누렸고 모든 악으로부터 벗어나 있었다. 이들은 마치 잠에 빠져들듯 죽음을 맞이했다. 모든 좋은 것들은 그들의 것이었으며, 기름진 땅은 그들에게 풍요한 수확을 안겨주었다. 그들은 좋은 것들로 넘쳐나는 땅에서 선의에 가득차서 평화롭게 살았다. 그러나 그들은 판도라가 인생의 온갖 악이 들어 있는 상자를 연 순간 황금시대는 갑자기 끝나고 말았다.

## 비유적 표현
황금시대란 어떤 대상이 지냈던 최고의 시기를 일컫는데, 그때는 황금기(黃金期)라고 부르기도 한다.

## 같이 보기
- 황금향
- 보병궁의 시대
- 이슬람의 황금기
- 아메리칸 센추리
- 벨 에포크
- 2012년 종말론
- 인간의 시대
- 아르카디아
- 종말론
- 에덴 동산
- 황금의 자유
- 대년
- 메시아 시대
- 천년왕국
- 낙원
- 자전축의 세차운동
- 사트야 유가
- 유토피아